# 金峰 (瑞士)
46°4′38″N 7°50′1.6″E / 46.07722°N 7.833778°E

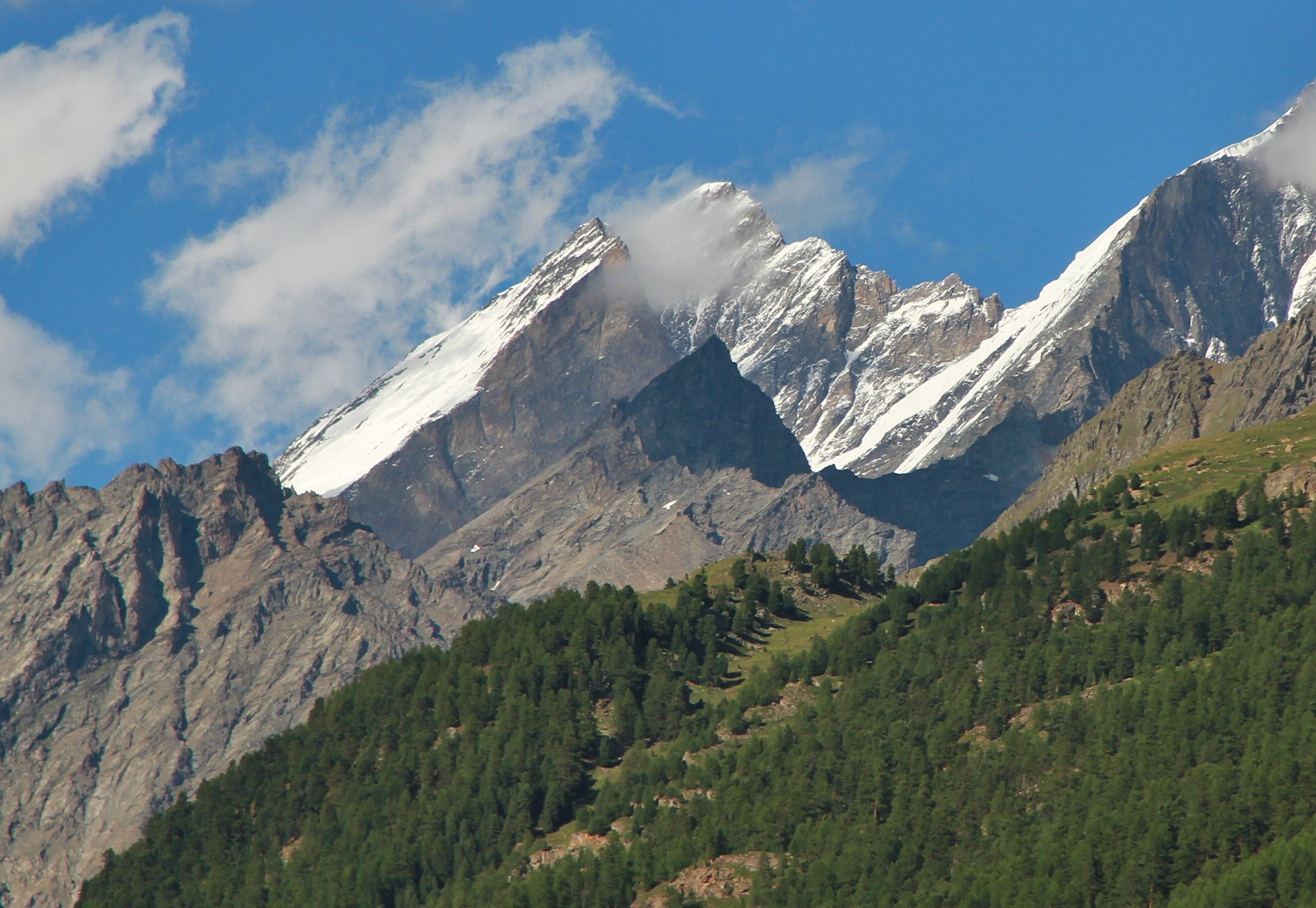

金峰（Kinhorn），是瑞士的山峰，位於該國南部，由瓦萊州負責管轄，屬於本寧阿爾卑斯山脈的一部分，處於泰施峰以西，海拔高度3,597米，每年平均降雨量1,585毫米。